# Sini Latvala
Sini Latvala (dawniej Sini Pöyry, ur. 3 lutego 1980 w Kankaanpää) – fińska lekkoatletka specjalizująca się w rzucie młotem.
Dwukrotna uczestniczka igrzysk olimpijskich (Sydney 2000 – 12. miejsce & Ateny 2004 – 22. miejsce). Największe sukcesy odnosiła jako juniorka, najbardziej wartościowym seniorskim osiągnięciem Finki jest 5. lokata podczas mistrzostw Europy w 2002.

## Osiągnięcia
| Rok  | Impreza                        | Miejsce          | Lokata      | Wynik               |
| ---- | ------------------------------ | ---------------- | ----------- | ------------------- |
| 1997 | Mistrzostwa Europy juniorów    | Lublana          | 2. miejsce  | 59,42               |
| 1998 | Mistrzostwa Świata juniorów    | Annecy           | 2. miejsce  | 61,76               |
| 1999 | Mistrzostwa Europy juniorów    | Ryga             | 2. miejsce  | 63,60               |
| 2000 | Igrzyska olimpijskie           | Sydney           | 12. miejsce | 62,49 (el. – 63,80) |
| 2001 | Młodzieżowe Mistrzostwa Europy | Amsterdam        | 2. miejsce  | 64,71               |
| 2002 | I liga Pucharu Europy          | Bańska Bystrzyca | 1. miejsce  | 66,44               |
| 2002 | Mistrzostwa Europy             | Monachium        | 5. miejsce  | 67,47               |
| 2003 | I liga Pucharu Europy          | Lappeenranta     | 1. miejsce  | 67,64               |
| 2004 | I liga Pucharu Europy          | Stambuł          | 1. miejsce  | 66,91               |

- 11-krotna rekordzistka Finlandii w rzucie młotem (59,42 - 60,86 - 61,76 - 61,79 - 62,42 - 62,47 - 62,65 - 62,85 - 63,28 - 63,60 - 65,50), 7-krotna mistrzyni kraju w tej konkurencji pośród seniorów (1997, 1998, 2002 – 2006). Sześciokrotnie była mistrzynią Finlandii w innych kategoriach wiekowych (kadeci – dwukrotnie w 1996, 1997; juniorzy – 1998, 1999; młodzieżowcy – 2000).
- wielokrotnie reprezentowała Finlandię w meczach międzypaństwowych w kategorii seniorów

## Występy podczas mistrzostw Finlandii seniorów
| Rok                | 1995  | 1996    | 1997         | 1998  | 2000  | 2001  | 2002    | 2003     | 2004  | 2005  | 2006      | 2007         | 2009     | 2010    | 2011  | 2012  |
| Miejsce mistrzostw | Lapua | Tampere | Lappeenranta | Oulu  | Lahti | Turku | Joensuu | Helsinki | Vaasa | Pori  | Jyväskylä | Lappeenranta | Espoo/Le | Kajaani | Turku | Lahti |
| Lokata             | 7.    | 6.      | 1.           | 1.    | 2.    | 2.    | 1.      | 1.       | 1.    | 1.    | 1.        | 2.           | 3.       | 3.      | 3.    | 3.    |
| Wynik (m)          | 42,24 | 47,40   | 57,52        | 58,52 | 61,80 | 65,52 | 65,43   | 65,98    | 67,40 | 66,16 | 65,43     | 67,23        | 57,83    | 62,22   | 63,10 | 63,41 |

## Rekordy życiowe
- rzut młotem – 69,16 (2004)
- rzut ciężarem – 20,15 (2004) rekord Finlandii
- rzut ciężarem (hala) – 19,67 (2004) rekord Finlandii

## Progresja wyników
| Rok           | 1994  | 1995  | 1996  | 1997  | 1998  | 1999  | 2000  | 2001  | 2002  | 2003  | 2004  | 2005  | 2006  | 2007  | 2009  | 2010  | 2011  | 2012  |
| Odległość (m) | 36,30 | 43,42 | 50,12 | 59,42 | 62,42 | 63,60 | 65,50 | 66,31 | 68,28 | 67,64 | 69,16 | 68,90 | 66,48 | 67,71 | 60,23 | 64,12 | 65,10 | 63,79 |